# Policía (película de 1987)
Policía es una película estrenada en 1987, protagonizada por Emilio Aragón y Ana Obregón y dirigida por Álvaro Sáenz de Heredia, que contó con una nominación a los premios Goya a la Mejor dirección de producción. Como curiosidad, es la primera película en donde la policía nacional sale con el uniforme azul. 

## Argumento
Gumer (Emilio Aragón), es animado por su tío, expolicía, a ingresar en la Academia de policía pese a no tener vocación, y al final acepta. Pero cuando tiene que hacer frente a peleas y delitos le coge gusto a la profesión.

## Reparto
| Actor              | Personaje          |
| ------------------ | ------------------ |
| Emilio Aragón      | Gumersindo 'Gumer' |
| Ana Obregón        | Luisa              |
| Agustín González   | Cabo López         |
| Juan Luis Galiardo | Maxi               |
| José Guardiola     | Don Ramón          |
| Pilar Alcón        | Pepa               |
| Jack Taylor        | Inspector Ferrara  |
| Adriano Domínguez  | Comisario Jefe     |
| Vicky Lagos        | Manoli             |
| Bruno Vella        | Tomás              |
| José Yepes         | Policía            |

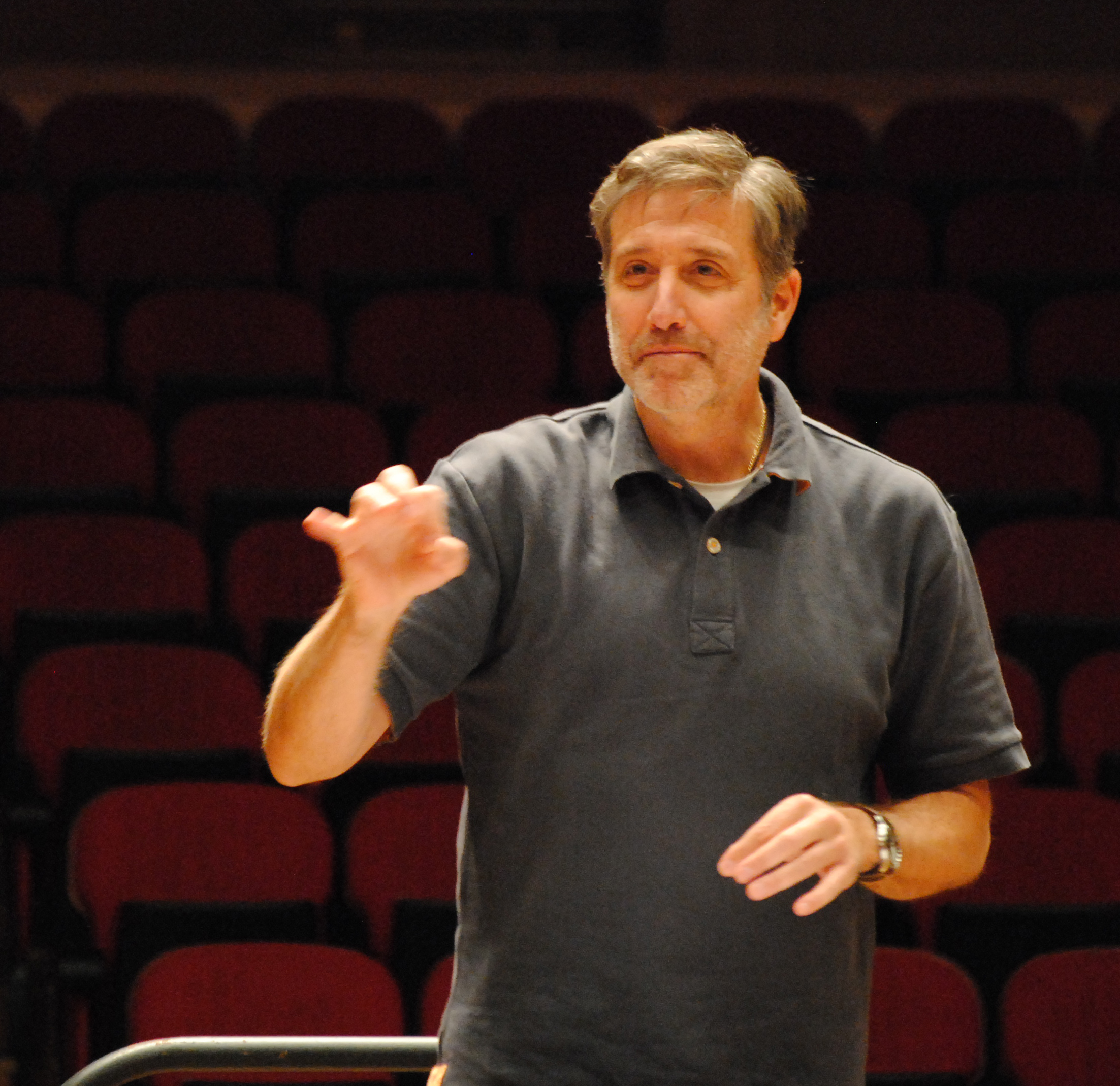
Emilio Aragón, intérprete de Gumer.
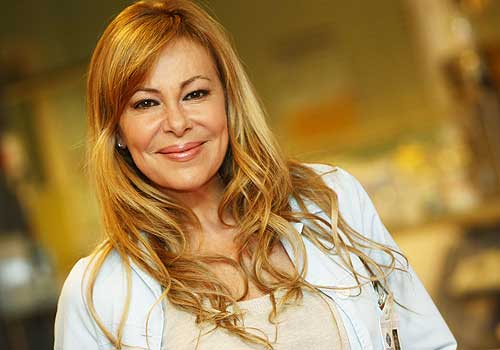
Ana Obregón, intérprete de Luisa.

## Nominaciones
| Año  | Categoría   | Película                      | Resultado |
| ---- | ----------- | ----------------------------- | --------- |
| 1987 | Premio Goya | Mejor dirección de producción | Nominado  |